# Cavia tschudii
Cavia tschudii (Fitzinger, 1867) è una specie di roditore della famiglia dei Caviidi. Originaria dell'America del Sud, e in particolare di Perù, Bolivia, Cile e Argentina, si ritiene sia la specie selvatica più prossima alla cavia domestica.

## Descrizione
All'interno del suo areale Cavia tschudii presenta numerose variazioni nelle dimensioni del corpo e nel colore del pelo. La lunghezza del corpo può variare dai 218 ai 313 mm, quella della testa si aggira sui 60 mm e le orecchie possono misurare fino a 35 mm.

## Biologia
Cavia tschudii abita in prevalenza ambienti umidi e rocciosi, a quote comprese tra i 2000 e i 3800 m. A seconda degli ambienti in cui si trova può frequentare territori dotati di folta vegetazione erbacea così come scavare tane sotterranee dotate di numerosi ingressi. In cattività la gestazione dura 63 giorni; gli individui giovani diventano fertili dopo due mesi.

## Distribuzione e habitat
L'areale di distribuzione della specie è compreso tra il Perù meridionale, la Bolivia, il Cile settentrionale e l'Argentina nord-occidentale. È comune dalla costa dell'Oceano Pacifico agli altopiani andini, fino alla quota di 4500 m s.l.m.